# کوره آجر مهرگان مکان مستقل
کوره آجر مهرگان مکان مستقل یک منطقهٔ مسکونی در ایران است که در دهستان زرینه‌رود جنوبی واقع شده‌است. کوره آجر مهرگان مکان مستقل ۱۱۲ نفر جمعیت دارد.